# Lamine N'Diaye
Lamine N'Diaye (Addarabu, 18 ottobre 1956) è un allenatore di calcio ed ex calciatore senegalese, di ruolo attaccante, tecnico dell'TP Mazembe.

## Palmarès

### Giocatore

#### Competizioni nazionali
- Ligue 2: 1

Mulhouse: 1988-1989

### Allenatore

#### Competizioni nazionali
- Campionato camerunese: 4

Cotonsport Garoua: 2003, 2004, 2005, 2006
- Coppa del Camerun: 2

Cotonsport Garoua: 2003, 2004
- Campionato di calcio della Repubblica Democratica del Congo: 3

TP Mazembe: 2011, 2013, 2023-2024

#### Competizioni internazionali
- CAF Champions League: 1

TP Mazembre: 2010
- Supercoppa CAF: 1

TP Mazembre: 2010, 2011